# Badia de Lützow-Holm
La badia Lützow-Holm és una gran badia d'uns 220 quilòmetres d'amplada, a la costa de la Terra de la Reina Maud a l'Antàrtida, entre la península de Riiser-Larsen i l'angle costaner immediatament a l'est de les illes Flatvaer. Fou descoberta pel capità Hjalmar Riiser-Larsen en dos vols d'avió des del seu vaixell d'expedició, el Norvegia, el 21 i 23 de febrer de 1931. Va rebre el nom en honor de Finn Lützow-Holm de la Marinens flyvevesen, un pilot al servei del capità Riiser-Larsen a l'Aagaard el 1935.
Són nombroses les illes i petits arxipèlags que es troben al seu interior. El 1957 fou construïda la base antàrtica japonesa Shōwa a l'illa Ongul Oriental.